# Клональная делеция
Клональная делеция — уничтожение посредством апоптоза В-клеток и Т-клеток, экспрессирующих рецепторы для самих себя, до превращения в полностью иммунокомпетентные лимфоциты. Это явление предотвращает распознавание и разрушение собственных клеток организма-хозяина, что делает его видом отрицательного отбора или центральной толерантности. Центральная толерантность предотвращает реакцию В- и Т-лимфоцитов на самих себя. Таким образом, клональная делеция может помочь защитить людей от аутоиммунитета. Клональная делеция считается наиболее распространённым типом отрицательного отбора, и относится к разновидностям иммунной толерантности.